# Богданівське лісництво (Чигиринський лісгосп)
Богданівське лісництво — структурний підрозділ Чигиринського лісового господарства Черкаського обласного управління лісового та мисливського господарства.

## Лісовий фонд
Лісництво охоплює ліси Чигиринського району на площі 3313 га.

## Об'єкти природно-заповідного фонду
У віданні лісництва не перебувають об'єкти природно-заповідного фонду.